# Berglen
Berglen är en kommun i Rems-Murr-Kreis i regionen Stuttgart i Regierungsbezirk Stuttgart i förbundslandet Baden-Württemberg i Tyskland.
Kommunen bildades 1 april 1972 genom en sammanslagning av kommunerna Bretzenacker, Ödernhardt, Öschelbronn, Oppelsbohm, Reichenbach bei Winnenden, Rettersburg, Steinach och Vorderweißbuch med namnet Buchenberg. Namnet ändrades till det nuvarande 27 december 1972. Den 1 januari 1975 uppgick Hößlinswart i kommunen.